# Octobre 1909

## Événements
- 7 octobre : les autorités françaises instaurent le brevet de pilote à compter du 1er janvier 1910. Afin de récompenser les pionniers, les seize premiers brevets de pilotes sont attribués dès ce 7 octobre 1909. Pour éviter tout débat, il est décidé d'attribuer ces premiers brevets par ordre alphabétique. Deux numéros « bis » (5 et 10) et pas de numéro 13.

N°1. Louis Blériot (Français)
N°2. Glenn Curtiss (Américain)
N°3. Léon Delagrange (Français)
N°4. Robert Esnault-Pelterie (Français)
N°5. Henri Farman (Français)
N°5bis. Ferdinand Ferber (Français)
N°6. Maurice Farman (Français)
N°7. Jean Gobron (Français)
N°8. Charles de Lambert (Français)
N°9. Hubert Latham (Français)
N°10. Louis Paulhan (Français)
N°10bis. Paul Tissandier (Français)
N°11. Henri Rougier (Français)
N°12. Alberto Santos-Dumont (Brésilien)
N°14. Orville Wright (Américain)
N°15. Wilbur Wright (Américain)
- 7 au 21 octobre : meeting aérien de Port-Aviation.

- 10 octobre : Louis Blériot fonde la Compagnie Générale Transaérienne (CGT), première compagnie aérienne au monde à utiliser des avions (ballons et dirigeables jusque-là).

- 18 octobre : premier survol de Paris en avion par le comte de Lambert qui contourne la Tour Eiffel.

- 21 octobre : chute du gouvernement Antonio Maura en Espagne. Les ministères se succèdent.

- 24 octobre : accords de Racconigi (Piémont) entre Nicolas II et Victor-Emmanuel III : observation du statu quo dans les Balkans, reconnaissance des intérêts italiens en Tripolitaine et en Cyrénaïque et des visées russes sur les Détroits.

- 30 octobre :
  - le Français Louis Blériot effectue le premier vol en avion en Roumanie (Bucarest);
  - Moore Brabazon remporte le prix du « Daily Mail » récompensant le premier aviateur britannique bouclant un circuit d'un mile (1 609 mètres) sur un avion entièrement britannique.

## Naissances
- 6 octobre : Mario Luigi Ciappi, cardinal italien, dominicain et théologien († 22 avril 1996).
- 13 octobre : Art Tatum, pianiste de jazz américain († 5 novembre 1956).
- 17 octobre : René Desvignes, gendarme et résistant français († 13 avril 1945).
- 19 octobre : Robert Beatty, acteur († 3 mars 1992).
- 23 octobre : Zellig Harris, linguiste américain († 22 mai 1992).
- 28 octobre : Francis Bacon, peintre britannique († 28 avril 1992).
- 31 octobre : Jean Colin, spéléologue français († 1971).

## Décès
- 7 octobre : William Thomas Pipes, premier ministre de la Nouvelle-Écosse.
- 21 octobre : Nina Bianchi, peintre française (° 1821).
- 26 octobre : Hirobumi Itō, homme politique japonais (° 1841).
- 27 octobre : James William Bain, homme politique fédéral provenant du Québec.